# Список населённых пунктов Одинцовского городского округа
В списке представлены населённые пункты Одинцовского городского округа Московской области и их принадлежность к бывшим муниципальным образованиям. 
Перечень населённых пунктов городского округа (города областного подчинения с административной территорией), их наименование и тип даны в соответствии с Законом Московской области от 25 января 2019 года N 2/2019-ОЗ «Об объединении территорий поселений Одинцовского муниципального района и территории городского округа Звенигород» и Постановлением губернатора Московской области от 15 июля 2020 г. № 329-ПГ «Об Учетных данных административно-территориальных и территориальных единиц Московской области».
В Одинцовский городской округ (город областного подчинения с административной территорией) входят 236 населённых пунктов, в том числе: 
- 10 городских населённых пунктов (из них 4 города и 6 посёлков городского типа),
- 226 сельских населённых пунктов (из них 53 посёлка, 29 сёл, 141 деревня и 3 хутора).

| №   | Населённый пункт                     | Тип                     | Население | бывшее муниципальное образование   |
| --- | ------------------------------------ | ----------------------- | --------- | ---------------------------------- |
| 1   | Одинцово                             | город                   | ↗187 301  | городское поселение Одинцово       |
| 2   | Голицыно                             | город                   | ↘22 861   | городское поселение Голицыно       |
| 3   | Звенигород                           | город                   | ↗37 271   | городской округ Звенигород         |
| 4   | Кубинка                              | город                   | ↗23 472   | городское поселение Кубинка        |
| 5   | Большие Вязёмы                       | посёлок городского типа | ↘15 105   | городское поселение Большие Вязёмы |
| 6   | ВНИИССОК                             | посёлок городского типа | ↗17 597   | городское поселение Лесной городок |
| 7   | Заречье                              | посёлок городского типа | ↗11 361   | городское поселение Заречье        |
| 8   | Лесной Городок                       | посёлок городского типа | ↘14 701   | городское поселение Лесной городок |
| 9   | Новоивановское                       | посёлок городского типа | ↗13 269   | городское поселение Новоивановское |
| 10  | Старый Городок                       | посёлок городского типа | ↗8313     | сельское поселение Никольское      |
| 11  | Абонентного ящика 001                | посёлок                 | ↗27       | городское поселение Одинцово       |
| 12  | Авиаработников                       | посёлок                 | ↘12       | городское поселение Кубинка        |
| 13  | Агафоново                            | деревня                 | ↗8        | сельское поселение Никольское      |
| 14  | Аксиньино                            | село                    | ↗159      | сельское поселение Ершовское       |
| 15  | Акулово                              | деревня                 | ↗68       | городское поселение Кубинка        |
| 16  | Акулово                              | село                    | ↗439      | городское поселение Одинцово       |
| 17  | Аляухово                             | деревня                 | ↗6        | сельское поселение Захаровское     |
| 18  | Анашкино                             | посёлок                 | ↗13       | городское поселение Кубинка        |
| 19  | Анашкино                             | деревня                 | ↘9        | сельское поселение Ершовское       |
| 20  | Андреевское                          | село                    | ↘123      | сельское поселение Ершовское       |
| 21  | Андрианково                          | деревня                 | ↘13       | сельское поселение Ершовское       |
| 22  | Аниково                              | деревня                 | ↘48       | сельское поселение Никольское      |
| 23  | Асаково                              | деревня                 | ↘20       | городское поселение Кубинка        |
| 24  | Базы отдыха «Солнечная поляна»       | посёлок                 | ↘266      | сельское поселение Никольское      |
| 25  | Базы отдыха ВТО                      | посёлок                 | ↗36       | сельское поселение Никольское      |
| 26  | Барвиха                              | посёлок                 | ↘4093     | сельское поселение Барвихинское    |
| 27  | Барвиха                              | деревня                 | ↗354      | сельское поселение Барвихинское    |
| 28  | Белозёрово                           | деревня                 | ↗14       | сельское поселение Никольское      |
| 29  | Биостанции                           | посёлок                 | ↘17       | сельское поселение Никольское      |
| 30  | Богачево                             | деревня                 | ↗11       | сельское поселение Часцовское      |
| 31  | Болтино                              | деревня                 | ↘4        | городское поселение Кубинка        |
| 32  | Большое Сареево                      | деревня                 | ↗200      | сельское поселение Горское         |
| 33  | Борки                                | деревня                 | ↗343      | сельское поселение Успенское       |
| 34  | Бородки                              | деревня                 | ↗189      | городское поселение Лесной городок |
| 35  | Брехово                              | деревня                 | ↗41       | сельское поселение Часцовское      |
| 36  | Бузаево                              | деревня                 | ↗120      | сельское поселение Успенское       |
| 37  | Бутынь                               | деревня                 | ↗180      | городское поселение Голицыно       |
| 38  | Бушарино                             | деревня                 | ↗16       | сельское поселение Никольское      |
| 39  | Введенское                           | село                    | ↘237      | сельское поселение Захаровское     |
| 40  | Ветка Герцена                        | посёлок                 | ↗9        | сельское поселение Часцовское      |
| 41  | Власово                              | деревня                 | →6        | сельское поселение Никольское      |
| 42  | Волково                              | деревня                 | ↗18       | сельское поселение Никольское      |
| 43  | Вырубово                             | деревня                 | ↗204      | городское поселение Одинцово       |
| 44  | Гарь-Покровское                      | посёлок                 | ↗1565     | сельское поселение Часцовское      |
| 45  | Гигирево                             | деревня                 | ↘292      | сельское поселение Никольское      |
| 46  | Глазынино                            | деревня                 | ↗173      | городское поселение Одинцово       |
| 47  | Горбольницы № 45                     | посёлок                 | ↘624      | сельское поселение Захаровское     |
| 48  | Горбуново                            | деревня                 | ↘10       | сельское поселение Ершовское       |
| 49  | Горки-10                             | посёлок                 | ↗8911     | сельское поселение Успенское       |
| 50  | Горки-2                              | посёлок                 | ↗3631     | сельское поселение Горское         |
| 51  | Горловка                             | деревня                 | ↘42       | городское поселение Большие Вязёмы |
| 52  | Горышкино                            | деревня                 | ↗170      | сельское поселение Назарьевское    |
| 53  | Грязь                                | деревня                 | ↗131      | сельское поселение Ершовское       |
| 54  | Губкино                              | деревня                 | ↗150      | городское поселение Одинцово       |
| 55  | Дарьино                              | деревня                 | ↗496      | сельское поселение Назарьевское    |
| 56  | Дачного хозяйства «Жуковка»          | посёлок                 | ↗268      | сельское поселение Барвихинское    |
| 57  | Дачный КГБ                           | посёлок                 | →23       | сельское поселение Часцовское      |
| 58  | Дома отдыха «Ершово»                 | посёлок                 | ↘93       | сельское поселение Ершовское       |
| 59  | Дома отдыха «Караллово»              | посёлок                 | ↘13       | сельское поселение Ершовское       |
| 60  | Дома отдыха МПС «Берёзка»            | посёлок                 | ↘0        | городское поселение Одинцово       |
| 61  | Дома отдыха «Огарёво»                | посёлок                 | ↘233      | сельское поселение Барвихинское    |
| 62  | Дома отдыха «Озёра»                  | посёлок                 | ↗228      | городское поселение Одинцово       |
| 63  | Дома отдыха «Покровское»             | посёлок                 | ↘249      | сельское поселение Часцовское      |
| 64  | Дома отдыха «Успенское»              | посёлок                 | ↘4        | сельское поселение Успенское       |
| 65  | Дубки                                | посёлок                 | ↗435      | городское поселение Кубинка        |
| 66  | Дубки                                | село                    | ↗516      | городское поселение Лесной городок |
| 67  | Дубцы                                | деревня                 | ↗117      | сельское поселение Успенское       |
| 68  | Дунино                               | деревня                 | ↗255      | сельское поселение Успенское       |
| 69  | Дьяконово                            | деревня                 | ↘11       | сельское поселение Ершовское       |
| 70  | Дютьково                             | деревня                 | ↗26       | городское поселение Кубинка        |
| 71  | Дяденьково                           | деревня                 | →1        | сельское поселение Ершовское       |
| 72  | Ерёмино                              | деревня                 | ↗95       | городское поселение Кубинка        |
| 73  | Ершово                               | село                    | ↗3323     | сельское поселение Ершовское       |
| 74  | Жаворонки                            | село                    | ↗5979     | сельское поселение Жаворонковское  |
| 75  | Жуковка                              | деревня                 | ↗489      | сельское поселение Барвихинское    |
| 76  | Завязово                             | деревня                 | ↗3        | сельское поселение Ершовское       |
| 77  | Зайцево                              | деревня                 | ↘81       | сельское поселение Жаворонковское  |
| 78  | Заречье                              | посёлок                 | ↗109      | сельское поселение Успенское       |
| 79  | Захарово                             | деревня                 | ↗270      | сельское поселение Захаровское     |
| 80  | Знаменское                           | село                    | ↗341      | сельское поселение Горское         |
| 81  | Ивановка                             | деревня                 | ↘46       | сельское поселение Ершовское       |
| 82  | Ивано-Константиновское               | деревня                 | ↗11       | сельское поселение Ершовское       |
| 83  | Иваньево                             | деревня                 | ↘76       | сельское поселение Ершовское       |
| 84  | Ивашково                             | деревня                 | ↘47       | сельское поселение Ершовское       |
| 85  | Ивонино                              | деревня                 | ↗25       | сельское поселение Часцовское      |
| 86  | Иглово                               | деревня                 | ↘4        | сельское поселение Ершовское       |
| 87  | Измалково                            | деревня                 | ↗142      | городское поселение Одинцово       |
| 88  | Института физики атмосферы (ИФА РАН) | посёлок                 | ↘391      | сельское поселение Никольское      |
| 89  | Иславское                            | село                    | ↗328      | сельское поселение Успенское       |
| 90  | Калчуга                              | деревня                 | ↗61       | сельское поселение Барвихинское    |
| 91  | Капань                               | деревня                 | ↗24       | городское поселение Кубинка        |
| 92  | Каринское                            | село                    | ↘1613     | сельское поселение Ершовское       |
| 93  | Кезьмино                             | деревня                 | ↗6        | сельское поселение Ершовское       |
| 94  | Клин                                 | посёлок                 | ↗6        | сельское поселение Никольское      |
| 95  | Клопово                              | деревня                 | ↗54       | сельское поселение Захаровское     |
| 96  | Кобяково                             | деревня                 | ↘225      | городское поселение Голицыно       |
| 97  | Кобяково                             | посёлок                 | ↘86       | сельское поселение Захаровское     |
| 98  | Козино                               | село                    | ↘102      | сельское поселение Ершовское       |
| 99  | Конезавода                           | посёлок                 | ↗1445     | сельское поселение Успенское       |
| 100 | Красные Всходы                       | деревня                 | ↘5        | сельское поселение Ершовское       |
| 101 | Красный Октябрь                      | посёлок                 | ↘1        | городское поселение Одинцово       |
| 102 | Криуши                               | посёлок                 | ↗11       | сельское поселение Никольское      |
| 103 | Крутицы                              | деревня                 | ↘73       | городское поселение Кубинка        |
| 104 | Крымское                             | село                    | ↘23       | городское поселение Кубинка        |
| 105 | Крюково                              | деревня                 | ↘177      | сельское поселение Жаворонковское  |
| 106 | Лайково                              | село                    | ↗203      | сельское поселение Горское         |
| 107 | Лапино                               | деревня                 | ↗260      | сельское поселение Назарьевское    |
| 108 | Ларюшино                             | деревня                 | ↘26       | сельское поселение Ершовское       |
| 109 | Летний Отдых                         | посёлок                 | ↗3276     | сельское поселение Захаровское     |
| 110 | Ликино                               | деревня                 | ↘1621     | сельское поселение Жаворонковское  |
| 111 | Липки                                | деревня                 | ↗105      | сельское поселение Ершовское       |
| 112 | Локотня                              | село                    | ↘30       | сельское поселение Ершовское       |
| 113 | Лохино                               | деревня                 | ↗166      | городское поселение Одинцово       |
| 114 | Лохинский 2-й                        | посёлок                 | ↘10       | городское поселение Одинцово       |
| 115 | Луговая                              | посёлок                 | →17       | сельское поселение Часцовское      |
| 116 | Луцино                               | село                    | ↗175      | сельское поселение Никольское      |
| 117 | Лызлово                              | деревня                 | ↗80       | сельское поселение Горское         |
| 118 | Ляхово                               | деревня                 | ↘19       | городское поселение Кубинка        |
| 119 | Малое Сареево                        | деревня                 | ↗59       | сельское поселение Горское         |
| 120 | Малые Вязёмы                         | деревня                 | ↗4778     | городское поселение Большие Вязёмы |
| 121 | Мамоново                             | деревня                 | ↗765      | городское поселение Одинцово       |
| 122 | Мартьяново                           | деревня                 | →6        | сельское поселение Никольское      |
| 123 | Марфино                              | деревня                 | ↗279      | городское поселение Новоивановское |
| 124 | Марьино                              | деревня                 | ↗86       | сельское поселение Захаровское     |
| 125 | Маслово                              | деревня                 | ↗72       | сельское поселение Успенское       |
| 126 | Матвейково                           | деревня                 | ↗92       | сельское поселение Назарьевское    |
| 127 | Матвейково                           | посёлок                 | ↘146      | сельское поселение Назарьевское    |
| 128 | Митькино                             | деревня                 | ↗113      | сельское поселение Жаворонковское  |
| 129 | Михайловское                         | село                    | ↗40       | сельское поселение Ершовское       |
| 130 | Мозжинка                             | посёлок                 | ↘23       | сельское поселение Ершовское       |
| 131 | Молоденово                           | деревня                 | ↘68       | сельское поселение Назарьевское    |
| 132 | Москворецкого леспаркхоза            | посёлок                 | ↗54       | городское поселение Одинцово       |
| 133 | Назарьево                            | деревня                 | ↗79       | сельское поселение Назарьевское    |
| 134 | Назарьево                            | посёлок                 | ↗2625     | сельское поселение Назарьевское    |
| 135 | Наро-Осаново                         | деревня                 | ↗47       | городское поселение Кубинка        |
| 136 | Немчиновка                           | село                    | ↗12 648   | городское поселение Одинцово       |
| 137 | Немчиново                            | деревня                 | ↘329      | городское поселение Новоивановское |
| 138 | НИИ Радио                            | посёлок                 | ↗237      | городское поселение Голицыно       |
| 139 | Никифоровское                        | деревня                 | ↘8        | сельское поселение Никольское      |
| 140 | Николина Гора                        | посёлок                 | 509       | сельское поселение Успенское       |
| 141 | Никольское                           | деревня                 | ↗87       | сельское поселение Назарьевское    |
| 142 | Никольское                           | село                    | ↗213      | сельское поселение Никольское      |
| 143 | Никонорово                           | хутор                   | ↗38       | городское поселение Одинцово       |
| 144 | Новоалександровка                    | деревня                 | ↗8        | сельское поселение Ершовское       |
| 145 | Новодарьино                          | деревня                 | ↗95       | сельское поселение Назарьевское    |
| 146 | Новошихово                           | деревня                 | ↗43       | сельское поселение Никольское      |
| 147 | Новый Городок                        | посёлок                 | ↘5734     | сельское поселение Никольское      |
| 148 | Носоново                             | деревня                 | ↗8        | сельское поселение Ершовское       |
| 149 | Одинцовский                          | хутор                   | ↘68       | городское поселение Одинцово       |
| 150 | Октябрьский                          | посёлок                 | ↗5        | городское поселение Голицыно       |
| 151 | Осоргино                             | деревня                 | ↗458      | сельское поселение Жаворонковское  |
| 152 | Палицы                               | деревня                 | ↗52       | сельское поселение Ершовское       |
| 153 | Папушево                             | деревня                 | ↗46       | сельское поселение Назарьевское    |
| 154 | Переделки                            | деревня                 | ↗158      | городское поселение Одинцово       |
| 155 | Перхушково                           | село                    | ↘465      | сельское поселение Жаворонковское  |
| 156 | Пестово                              | деревня                 | ↘11       | сельское поселение Никольское      |
| 157 | Петелино                             | деревня                 | ↗40       | сельское поселение Часцовское      |
| 158 | Подлипки                             | деревня                 | ↘127      | городское поселение Кубинка        |
| 159 | Подсобного хозяйства МК КПСС         | посёлок                 | ↘232      | сельское поселение Захаровское     |
| 160 | Подушкино                            | деревня                 | ↘259      | сельское поселение Барвихинское    |
| 161 | Покровский Городок                   | посёлок                 | ↘749      | сельское поселение Часцовское      |
| 162 | Покровское                           | посёлок                 | ↗245      | сельское поселение Часцовское      |
| 163 | Покровское                           | село                    | ↘39       | сельское поселение Часцовское      |
| 164 | Покровское                           | деревня                 | ↘1        | сельское поселение Ершовское       |
| 165 | Полушкино                            | деревня                 | ↘69       | городское поселение Кубинка        |
| 166 | Пронское                             | деревня                 | ↗34       | сельское поселение Никольское      |
| 167 | Путевой машинной станции-4           | посёлок                 | ↗499      | сельское поселение Часцовское      |
| 168 | Раево                                | деревня                 | ↗11       | сельское поселение Часцовское      |
| 169 | Раздоры                              | деревня                 | ↘89       | сельское поселение Барвихинское    |
| 170 | Репище                               | деревня                 | ↘37       | городское поселение Кубинка        |
| 171 | Рождественно                         | деревня                 | ↗411      | сельское поселение Барвихинское    |
| 172 | Рожновка                             | хутор                   | ↗15       | сельское поселение Жаворонковское  |
| 173 | Ромашково                            | село                    | ↗1004     | городское поселение Одинцово       |
| 174 | Рыбокомбината «Нара»                 | посёлок                 | ↘209      | городское поселение Кубинка        |
| 175 | Рыбушкино                            | деревня                 | ↘67       | сельское поселение Ершовское       |
| 176 | Рязань                               | деревня                 | ↘21       | сельское поселение Никольское      |
| 177 | Саввинская Слобода                   | село                    | ↘1239     | сельское поселение Ершовское       |
| 178 | Сальково                             | деревня                 | ↗75       | сельское поселение Захаровское     |
| 179 | Санатория им. В. П. Чкалова          | посёлок                 | ↘20       | сельское поселение Никольское      |
| 180 | Санатория им. Герцена                | посёлок                 | ↗3259     | сельское поселение Никольское      |
| 181 | Сватово                              | деревня                 | ↗20       | сельское поселение Ершовское       |
| 182 | Сельская Новь                        | деревня                 | ↘111      | сельское поселение Жаворонковское  |
| 183 | Семенково                            | деревня                 | ↗61       | сельское поселение Назарьевское    |
| 184 | Сергиево                             | деревня                 | ↗46       | сельское поселение Ершовское       |
| 185 | Сетунь Малая                         | деревня                 | ↗69       | городское поселение Новоивановское |
| 186 | Сивково                              | деревня                 | ↗46       | городское поселение Голицыно       |
| 187 | Сидоровское                          | село                    | ↗125      | городское поселение Голицыно       |
| 188 | Синьково                             | деревня                 | ↗61       | сельское поселение Ершовское       |
| 189 | Скоково                              | деревня                 | ↘24       | сельское поселение Ершовское       |
| 190 | Сколково                             | деревня                 | ↗405      | городское поселение Новоивановское |
| 191 | Скоротово                            | деревня                 | ↘94       | сельское поселение Захаровское     |
| 192 | Солманово                            | деревня                 | ↗173      | сельское поселение Жаворонковское  |
| 193 | Солослово                            | деревня                 | ↗327      | сельское поселение Назарьевское    |
| 194 | Сосны                                | посёлок                 | ↗1501     | сельское поселение Успенское       |
| 195 | Софьино                              | деревня                 | ↗9        | городское поселение Кубинка        |
| 196 | Спасское                             | деревня                 | →9        | сельское поселение Ершовское       |
| 197 | Станции 192-й км                     | посёлок станции         | ↘15       | сельское поселение Никольское      |
| 198 | Станция Петелино                     | посёлок                 | ↗2        | сельское поселение Часцовское      |
| 199 | Станция Сушкинская                   | посёлок                 | ↘0        | сельское поселение Часцовское      |
| 200 | Супонево                             | деревня                 | ↗108      | сельское поселение Ершовское       |
| 201 | Сурмино                              | деревня                 | →76       | сельское поселение Ершовское       |
| 202 | Таганьково                           | деревня                 | ↗294      | сельское поселение Назарьевское    |
| 203 | Татарки                              | деревня                 | ↗68       | сельское поселение Часцовское      |
| 204 | Тимохово                             | деревня                 | ↗3        | сельское поселение Захаровское     |
| 205 | Торхово                              | деревня                 | ↘0        | сельское поселение Ершовское       |
| 206 | Трёхгорка                            | посёлок                 | ↗128      | городское поселение Одинцово       |
| 207 | Троицкое                             | село                    | ↗51       | сельское поселение Никольское      |
| 208 | Трубачеевка                          | деревня                 | ↗339      | сельское поселение Жаворонковское  |
| 209 | Труфановка                           | деревня                 | ↘9        | городское поселение Кубинка        |
| 210 | Уборы                                | село                    | ↘195      | сельское поселение Успенское       |
| 211 | Угрюмово                             | деревня                 | ↗15       | городское поселение Кубинка        |
| 212 | Улитино                              | деревня                 | ↘94       | сельское поселение Ершовское       |
| 213 | Усово                                | село                    | ↘190      | сельское поселение Барвихинское    |
| 214 | Усово-Тупик                          | посёлок                 | ↗1223     | сельское поселение Барвихинское    |
| 215 | Успенское                            | село                    | ↗449      | сельское поселение Успенское       |
| 216 | Устье                                | деревня                 | ↘43       | сельское поселение Ершовское       |
| 217 | Фуньково                             | деревня                 | ↗1204     | сельское поселение Ершовское       |
| 218 | Хаустово                             | деревня                 | ↘28       | сельское поселение Ершовское       |
| 219 | Хлюпино                              | деревня                 | ↗1512     | сельское поселение Захаровское     |
| 220 | Хлюпинского лесничества              | посёлок                 | ↗69       | сельское поселение Захаровское     |
| 221 | Хомяки                               | деревня                 | ↘16       | городское поселение Кубинка        |
| 222 | Хотяжи                               | деревня                 | ↘6        | сельское поселение Ершовское       |
| 223 | Чапаевка                             | деревня                 | ↗290      | сельское поселение Никольское      |
| 224 | Часцы                                | посёлок                 | ↗6264     | сельское поселение Часцовское      |
| 225 | Чигасово                             | деревня                 | ↘38       | сельское поселение Захаровское     |
| 226 | Чупряково                            | деревня                 | ↗2107     | городское поселение Кубинка        |
| 227 | Шараповка                            | деревня                 | ↘26       | городское поселение Большие Вязёмы |
| 228 | Шарапово                             | село                    | ↘1554     | сельское поселение Никольское      |
| 229 | Шульгино                             | деревня                 | ↗421      | сельское поселение Барвихинское    |
| 230 | Щедрино                              | деревня                 | ↗288      | сельское поселение Жаворонковское  |
| 231 | Юдино                                | село                    | ↘1271     | сельское поселение Жаворонковское  |
| 232 | Ягунино                              | деревня                 | ↗1274     | сельское поселение Ершовское       |
| 233 | Якшино                               | деревня                 | ↗13       | городское поселение Кубинка        |
| 234 | Ямищево                              | деревня                 | ↗128      | сельское поселение Жаворонковское  |
| 235 | Ямщина                               | деревня                 | ↗141      | городское поселение Большие Вязёмы |
| 236 | Ястребки                             | деревня                 | ↗52       | сельское поселение Никольское      |

После образования Одинцовского городского округа с целью исключения наличия у двух одноимённых населённых пунктов одинаковых категорий постановлением Губернатора Московской области № 649-ПГ от 27 декабря 2019 года:
- деревня Анашкино бывшего городского поселения Кубинка преобразована в посёлок;
- деревня Кобяково бывшего сельского поселения Захаровское преобразована в посёлок.